# The Human Centipede (First Sequence)
The Human Centipede (First Sequence) är en skräckfilm från 2010, skriven och regisserad av Tom Six. Filmen handlar om en galen kirurg som kidnappar tre turister och sammanfogar dem på kirurgisk väg, mun mot anus, till första delen av en "mänsklig tusenfoting", därav filmtiteln.
Huvudrollsinnehavarna är Dieter Laser, Ashley C. Williams, Ashlynn Yennie och Akihiro Kitamura. Andreas Leupold och Peter Blankenstein har biroller som poliser, och Rene de Wit som lastbilschaufför.

## Handling
Filmen börjar med att antagonisten, doktor Joseph Heiter (Laser), kidnappar en namnlös lastbilschaufför (de Wit), och sedan två amerikanska turister, Lindsay (Williams) och Jenny (Yennie), som han drogar med rohypnol när de knackar på hos honom efter att ha fått punktering. När flickorna vaknar ligger de i en provisorisk sjukavdelning i källaren, tillsammans med lastbilschauffören. Heiter förklarar dock för lastbilschauffören att han inte "matchar", och dödar honom med en överdos medicin. När flickorna vaknar igen har lastbilschauffören blivit ersatt av en japansk turist, Katsuro (Kitamura).
Heiter förklarar att han är en pensionerad kirurg, och världsberömd expert på att separera siamesiska tvillingar. Men han drömmer om att skapa varelser som delar ett matsmältningssystem genom att sammanfoga enskilda individer via mun och anus. Han berättar att hans senaste experiment, hans tre hundar som han sammanfogat, dog, men att han nu ska sammanfoga sina tre fångar till en siamesisk trilling, eller som han kallar det, en "mänsklig tusenfoting". Heiter förklarar väldigt ingående hur han ska gå tillväga för att sammanfoga dem.
Lindsay tar sig loss från operationsbordet och försöker fly. Ett sovrumsfönster slås sönder, Lindsay kopplar loss Jenny och försöker släpa bort henne från huset (hon säger till den medvetslöse Katsuro att hon är ledsen, men lämnar honom i sticket). Heiter skjuter dock Lindsay med sitt bedövningsgevär och inleder därefter sin operation. När operationen är fullbordad så står Heiter triumferande över sina tre nu sammanfogade offer, med Katsuro längst fram, Lindsay i mitten (straffet för flyktförsöket) och Jenny längst bak. Heiter börjar nu att dressera sin "tusenfoting" ungefär som en hund (vilket involverar att hämta tidningen och äta ur en matskål). När Katsuro inte vill utföra sina uppgifter slår doktorn honom med ett spö, och när Katsuro till sist måste tömma tarmarna tvingas Lindsay att svälja hans avföring, medan den gråtande Katsuro ber om förlåtelse och Heiter överlyckligt tittar på.
På nätterna hålls "tusenfotingen" i en bur, och deras skrikande håller Heiter vaken. Han gör en medicinsk undersökning, och finner att Jenny är döende i en ospecifik sjukdom som dock genererar stora mängder klargult var. Då ringer telefonen. Det är två poliser, Kranz (Leupold) och Voller (Blankenstein), som utreder varför turister försvinner i området. Heiter bestämmer sig för att barmhärtighetsmörda den döende Jenny och ersätta henne med de två poliserna. Han misslyckas med ett försök att droga poliserna (han lyckas droga Voller, men inte tillräckligt mycket för att göra honom medvetslös), och poliserna åker för att skaffa en fullmakt för att söka genom huset. När Heiter sedan går för att titta till sin tusenfoting hugger Katsuro honom i benet med en skalpell och misslyckas med ett försök att slita sönder han strupe med tänderna, och de tre försöker fly medan Heiter kryper efter dem.
Efter att på ett plågsamt och väldigt blodigt sätt lyckats ta sig uppför Heiters spiraltrappa lyckas Lindsay ordlöst dirigera in Katsuro i sovrummet, eftersom hon minns att fönstret var trasigt när hon var där senast. Heiter har dock låtit sätta i en ny ruta. Katsuro försöker slå sönder rutan med en lampa, men lyckas bara få loss några få skärvor. Heiter kryper in i sovrummet efter dem. Katsuro vänder sig mot doktorn med en glasbit i handen, och han säger till Heiter att han förtjänade att bli en insekt eftersom han behandlat sin familj illa. Därpå skär han halsen av sig med glasbiten.
Kranz och Voller återvänder, och Heiter gömmer sig i rummet med simbassängen. Kranz upptäcker Heiters offer och blir chockad, men ringer inte efter hjälp utan fortsätter att leta efter Heiter. När han kommer in i rummet med simbassängen finner han Voller död i simbassängen bredvid en beväpnad Heiter, som skjuter Kranz också. Men Kranz lyckas skjuta Heiter i huvudet (mitt mellan ögonen), innan han också dör.
Filmen slutar med att Jenny till sist ger efter för sin sjukdom och dör, och Lindsay blir lämnad ensam kvar i huset, gråtande av förtvivlan, fängslad mellan sina döda medfångar. Kameran panorerar uppåt från sovrummet och upp mot himlen, varpå eftertexterna börjar. Lindsays gråt hörs under en lång del av eftertexterna.

## Produktion

### Manus
Tom Six blev inspirerad att skriva filmen av ett skämt han brukade dra för sina vänner, att man borde straffa folk som exempelvis pedofiler genom att "sy fast deras munnar i röven på en fet lastbilschaufför". Han såg detta som ett bra koncept för en skräckfilm och började utveckla idén. Six har sagt att det faktum att skurken var tysk är en referens till den tyska invasionen av Nederländerna under andra världskriget och de nazistiska experimenten på människor. Six valde en japansk man som framdel för tusenfotingen av två skäl: att skapa en språkbarriär mellan läkaren och tusenfotingen (Lindsay och Jenny kunde, logiskt nog, inte prata), och att låta det manliga offret och doktorn slåss.

### Rollbesättning
Rollbesättningen utfördes i New York och Berlin, medan filmningen gjordes i Nederländerna. Six har sagt att under rollbesättningens gång har flera kvinnliga skådespelare äcklat lämnat sina uttagningar när de fick höra rollens fullständiga natur. Ashley C. Williams och Ashlynn Yennie har sina första huvudroller i The Human Centipede, medan Akihiro Kitamura och Dieter Laser var mer erfarna.

### Regi
När Tom Six sökte finansiering till filmen framlade han idén om en sinnessjuk kirurg som "sydde ihop folk", men han nämnde inte från början att de skulle sys ihop mun mot anus, då han fruktade att det skulle avskräcka investerare. Hans finansiärer fick inte veta de exakta detaljerna i filmen innan den var färdig. Innan skådespelarna skrev kontraktet fick de en sammanfattning av filmens storyboard snarare än ett helt manus.

### Filmning
Dieter Laser höll karaktär som doktor Heiter under filmningens gång. Han höll sig borta från de andra skådespelarna och besättningen mellan tagningarna för att bevara en nivå av separation, och åt bara mat som han hade tagit med sig. Laser skrev delar av sin dialog själv, och valde ut flera av Heiters dräkter från sin egen garderob. På grund av obehaget i att stå på alla fyra under lång tid fick Kitamura, Williams och Yennie massage i slutet av varje dags filmning.

### Effekter
The Human Centipede innehåller inte många explicita scener, och det mesta av det störande innehållet antyds snarare än visas direkt. Fastän inte mycket av själva kirurgin visas direkt ville Six ha en film som var helt medicinskt korrekt, och anlitade en nederländsk kirurg under skapandet och filmningen. Kirurgen var, till en början, motvillig att delta eftersom han var orolig för sitt rykte och att filmen inte hade någonting att göra med medicinvetenskap. Men när han läst manuset blev han intresserad av proceduren, och skapade en kirurgimetod som han trodde skulle fungera i verkligheten. Six hävdar att om man ger mitt- och bakdelarna av tusenfotingen näringstillskott i form av dropp kan tusenfotingen överleva "i flera år".
Specialeffektteamet designade tusenfotingens slutliga uppsättning i enlighet med kirurgens skisser, med härdade underkläder som skådespelarna kunde ha på sig, försedda med gummibett som skådespelaren bakom kunde bita fast i för att skapa rätt illusion.
Enligt en recensent från LA Weekly spelar filmen rent på psykologisk skräck snarare än fysisk; man kan relatera till offrens lidande och deras brist på fri vilja. Filmens budskap, enligt recensenten, är att det enda som är mer skrämmande än döden är att leva i ett tillstånd där man inte kan kontrollera sin kropp men ändå är vid medvetande, och att viljan att leva bara sträcker sig till en viss gräns - till sist är döden en befrielse. Han noterar också att medan andra filmer i skräckgenren ofta ger hjältarna en chans att överleva får inte Katsuro, Lindsay och Jenny den möjligheten - efter att Katsuro tagit livet av sig och Jenny dött av blodförgiftningen "[är] den sista tjejen helt och fullkomligt körd".

## Uppföljare
En uppföljare med titeln The Human Centipede II (Full Sequence) hade premiär 2011. År 2015 släpptes den tredje och avslutande filmen i serien, The Human Centipede 3 (Final Sequence).